# الله في البهائية
وجهة النظر البهائية عن الله هي التوحيد. الله هو باقٍ، وغير مخلوقٍ وهو مصدر كل الوجود. ويتم وصفه بأنه مجهولٌ، لا يمكن الوصول إليه، وهو مصدر كل الوحي، والكيان الأبدي، كلي العلم، وكلي الوجود، وكامل القدرة. وعلى الرغم من من كونه لايمكن الوصول إليه مباشرةً، إلا أنّ وجوده ينعكس في خلقه.
حيث أن الغرض من خلق المخلوقات هو خلق القدرة لديها على معرفة ومحبة الخالق.
يتواصل الله مع البشرية من خلال وسطاء، والمعروفين في البهائية بمصطلح "مظاهر الظهور الإلهي"، وهم الأنبياء والمرسلين الذين تأسست على أيديهم الأديان من عصور ما قبل التاريخ وحتى يومنا هذا.

## أسماء الله في البهائية
كثيرًا ما تشير الكتب البهائية إلى الله بمختلف الألقاب والصفات، مثل سبحانه وتعالى، القدير، الحكيم، الرحمن، المساعد، المجيد، والعليم. يعتقد البهائيون أن أعظم أسماء الله هو «البهاء» باللغة العربية. والبهاء هو جذر الكلمة التي تم اشتقاق الأسماء والعبارات التالية منها: الله أبهى، يا بهاء الأبهى، (انظر رموز بهائية). وبصرف النظر عن هذه الأسماء، فهناك تسمياتٌ لله في اللغات المحلية، على سبيل المثال يسمى إيشوار في الهندية، ديو باللغة الفرنسية وديوس في الإسبانية. يؤمن البهائيون أن بهاء الله، مؤسس الدين البهائي، هو «التجسد الكامل لأسماء وصفات الله».

## وصلات خارجية
- Bahai.org: الله ومخلوقاته في البهائية
- أسماء الله في البهائية